# 2002년 아시안 게임 볼링
2002년 아시안 게임 볼링은 2002년 아시안 게임의 종목이다.
제14회 아시안 게임 볼링 경기는 2002년 10월 3일에서 9일까지 대한민국 부산에서 열렸다.

## 경기장
| 도시 | 경기장                     | 원어명 | 로마자 | 수용 인원 | 경기    | 주석 |
| ---- | -------------------------- | ------ | ------ | --------- | ------- | ---- |
| 부산 | 아시아드 스포츠클럽 볼링장 |        |        |           | 전 경기 |      |